# Delias nysa
Delias nysa is een vlindersoort uit de familie van de Pieridae (witjes), onderfamilie Pierinae.
Delias nysa werd in 1775 beschreven door Fabricius.